# Мелхиседекиане

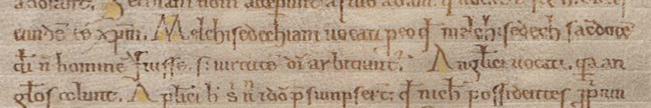
Исидор Севильский в книге Этимологии о мелхиседекианах. Лист 213r Гигантского кодекса. Рукопись XIII век, Национальная библиотека Швеции.

Мелхиседекиа́не (др.-греч. μελχισεδεκιανοί; лат. melchisedechiani; др.-рус. мєлхисєдѣкѧнє)  — еретики III века, названные по имени ветхозаветного праведника — Мелхиседека.
Мелхиседекиане описаны Епифанием в «Панарионе» в числе 80 ересей и Иоанном Дамаскиным в книге «О ста ересях вкратце», у обоих авторов это 55 ересь. Мелхиседекиане описаны Августином в книге «De Haeresibus ad Quodvultdeum Liber Unus» и  безымянным автором трактата «Предестинат» (лат. «Praedestinatus»); у обоих авторов это 34 ересь. У Филастрия мелхиседекиане в его книге «Liber de Haeresibus» — 52 ересь.
Мелхиседекиане отделись от феодотиан. Мелхиседекиане славили Мелхиседека, признавая его некоей великою силою, и утверждали, что он находится высоко в неименуемых местах, и выше Христа. Согласно учению мелхиседекиан, Христос пришел и был удостоен Мелхиседекова чина, своё умозаключение: «Христос ниже Мелхиседека» они делали на основании изречения: «Ты иерей во век по чину Мелхиседекову» (Пс. 109:4). О Мелхиседеке еретики учили, что он без отца, без матери, без причта рода  (Евр. 7:3). Мелхиседекиане возносили и приношения во имя Мелхиседека, учили, будто он вводит людей к Богу, как священник пребывающий во век.